# Academia de Línguas Maias da Guatemala
A Academia de Línguas Maias da Guatemala (em espanhol Academia de Lenguas Mayas de Guatemala, ALMG) é uma organização guatemalteca que regulamenta o uso das 21 línguas maias faladas no território da Guatemala. Em particular, os seus esforços têm sido direccionados para padronização das várias ortografias utilizadas bem como para a promoção da cultura maia, por meio de cursos de línguas maias e formação de intérpretes bilingues (espanhol-maia).
Foi fundada em 16 de Novembro de 1990, após a publicação da Ley de la Academia de Lenguas Mayas de Guatemala pelo Congresso da Guatemala, e encontra-se sediada na Zona 10 da Cidade da Guatemala.